# Opel-Museum Herne

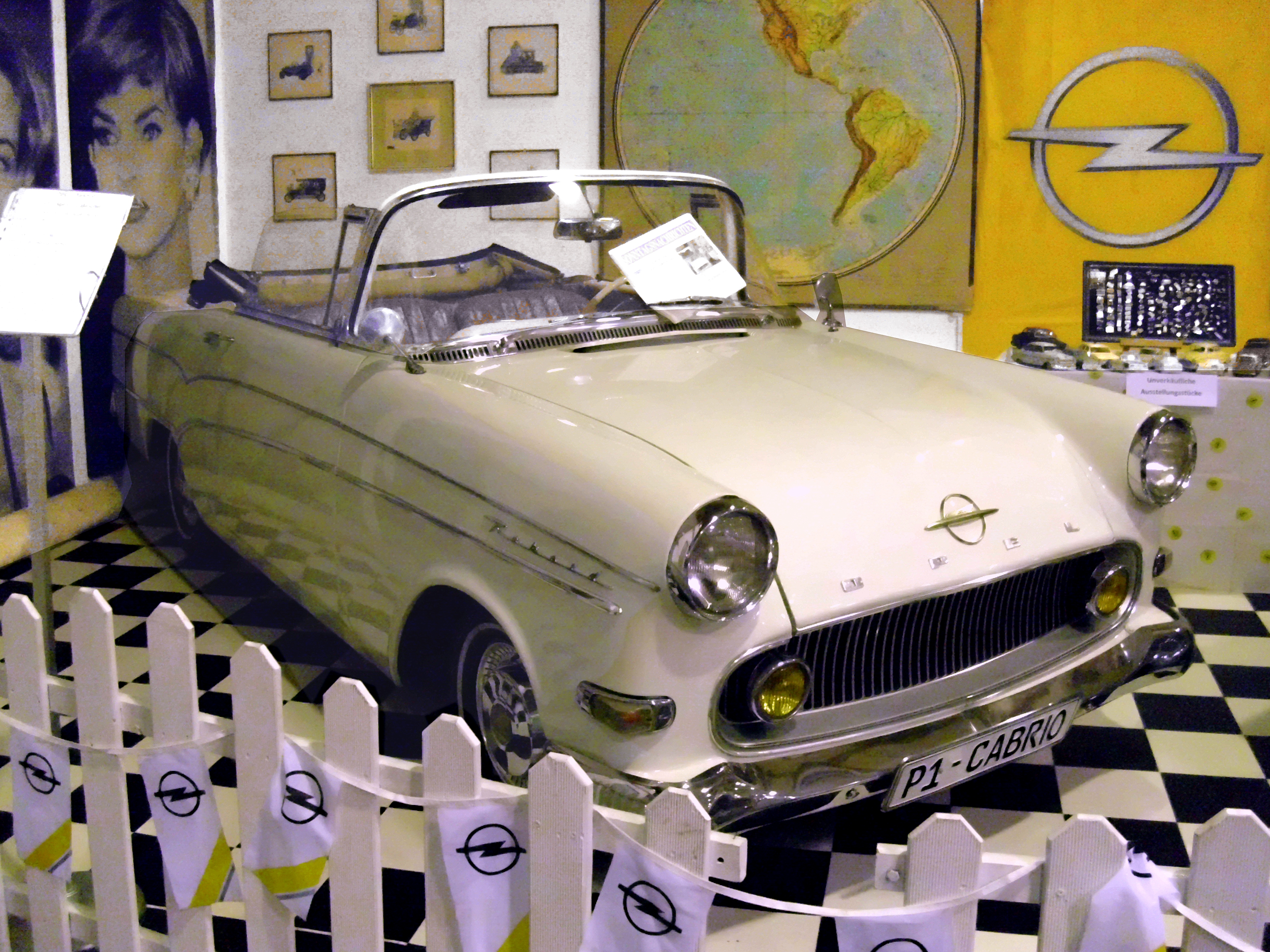
Opel Rekord P1 Cabriolet vom Karosseriebau Autenrieth, 2015 auf der Techno-Classica ausgestellt.

Das Opel-Museum Herne war ein Technik- und Automuseum mit dem Schwerpunkt auf Produkte des Unternehmens Adam Opel AG. Die Auflösung des Museums erfolgte 2022. Teile der Exponate gingen an das Degener Opel Museum (DOM).

## Geschichte
Der Maschinenbau-Ingenieur Hilmar Born gründete 1990 das Museum. Es stand zuletzt in der Trägerschaft des Vereins OPEL-Museum Herne.  

## Ausstellungsgegenstände

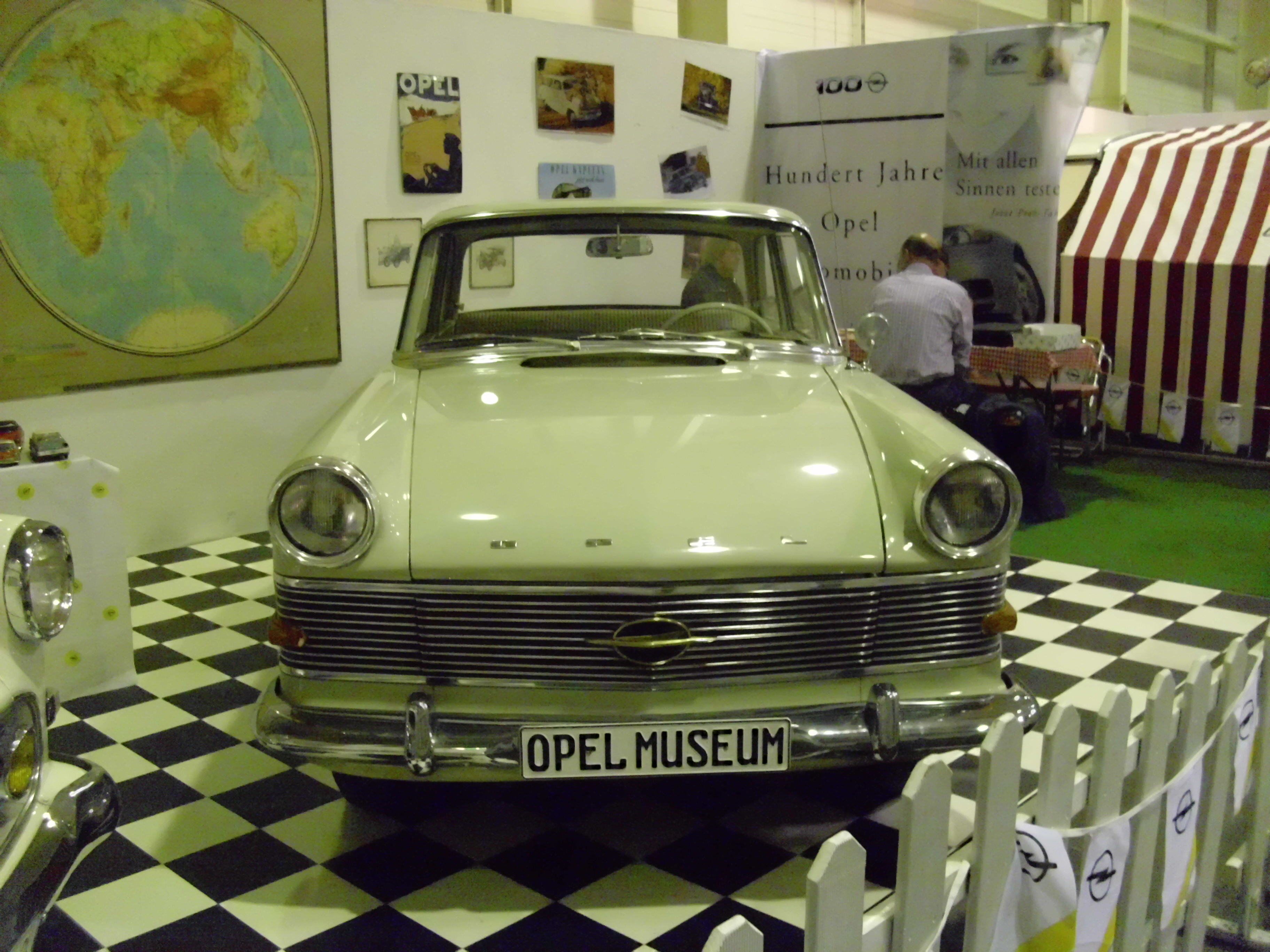
Opel Rekord P2 Limousine

Die angemietete Halle war 2500 m² groß. Ausgestellt werden Oldtimer, Kinderwagen, Fahrräder, Nähmaschinen, Kühlschränke, Merchandising-Artikel und sonstige Exponate des Unternehmens Opel. 2001 umfasste die Ausstellung etwa 20 Fahrzeuge, darunter Opel Ascona A und C, Blitz, Commodore A, B und C, Diplomat B, Kadett C, Manta B, Monza, Olympia Rekord, Rekord A, C, D, E und P2 (1961) und Senator in der Ausstellung. 2013 zählte die Sammlung etwa 50 Fahrzeuge. Zu den ausgefallenen Stücken zählte ein Opel Admiral mit sechs Türen, der im Auftrag der deutschen Bundesregierung gebaut wurde. Die Besucher konnten bei der Restauration zusehen.

## Sonstiges
Der Verein organisierte donnerstags einen Stammtisch und zweimal jährlich ein Oldtimer-Treffen.
Das Museum belegte bereits mehrere Male einen Stand auf der Oldtimermesse Techno-Classica in Essen und stellte dort jeweils ein Fahrzeug aus.
Das Oldtimer-Adressen-Lexikon von 1997 sowie die Internetseite Oldtimermuseen in Deutschland führten das Museum auf.